# Julien Dive
Pour les articles homonymes, voir Dive.
Julien Dive, né le 21 mai 1985 à Saint-Quentin (Aisne), est un homme politique français.
Membre de l’Union pour un mouvement populaire (UMP) puis des Républicains (LR), il est élu maire d'Itancourt lors des élections municipales de 2014, puis député dans la 2e circonscription de l'Aisne en 2016 lors d'un scrutin partiel pour remplacer Xavier Bertrand, démissionnaire après son élection à la présidence du conseil régional des Hauts-de-France. Il est réélu lors des élections législatives de 2017.
À la suite de l'élection de Christian Jacob à la présidence de LR en octobre 2019, il est nommé secrétaire général adjoint du parti chargé de la région Hauts-de-France.

## Biographie

### Études et carrière professionnelle
Après des études au collège Suzanne-Deutsch de Moÿ-de-l'Aisne, puis Josquin-Dès-Près de Beaurevoir[Où ?], il entre au lycée Saint-Jean à Saint-Quentin. Après l'obtention du baccalauréat, il entre au Prytanée national militaire de La Flèche afin d'y préparer le concours de l'ESM Saint-Cyr pour devenir officier dans l'armée. Il obtient finalement une licence d'économie à l'université de Valenciennes et un master en entrepreneuriat et management des PME à l'IAE de Valenciennes en 2008, qu'il effectue en alternance dans un pôle de compétitivité pour la construction et l'accompagnement au montage des projets de recherche et développement, aux côtés des équipementiers et des TPE-PME de l'industrie automobile.
À la fin de ses études, il devient chef de projet dans l'industrie.

### Parcours politique

#### Débuts
En 2003, à l'âge de 18 ans, il adhère à l'UMP et milite pour les Jeunes Populaires de l'Aisne, dont il devient le responsable départemental en 2009. Proche de Xavier Bertrand, ce dernier lui confie notamment la responsabilité de son association politique « La Manufacture » pour la région Picardie.
En 2013, il est contraint de démissionner de son poste de responsable départemental des Jeunes Populaires de l’Aisne et de secrétaire national de l’UMP à la suite d'un accident sous l'emprise de l'alcool, avec un taux de 1,24 gramme d’alcool par litre de sang.
Élu d'opposition, il devient conseiller municipal d'Itancourt en 2008. Lors des élections municipales de 2014, Julien Dive est élu maire d'Itancourt à l'âge de 28 ans.
Lors des élections départementales de 2015, il se présente dans le canton de Ribemont en binôme avec Orane Gobert. Il arrive troisième au premier tour de l'élection avec 25,59 % des voix, et décide de se maintenir au second tour dans une triangulaire, face aux binômes du FN et du PS. Il termine troisième avec 22,82 % des voix.

#### Député
À la suite des élections régionales de 2015, Xavier Bertrand démissionne de son mandat de député de la 2e circonscription de l'Aisne pour se consacrer à la présidence de la région Hauts-de-France. Julien Dive se présente à la primaire organisée au sein des Républicains pour choisir le candidat à la députation. Il remporte l'investiture LR avec 55 % des voix, contre 40 % pour l’adjoint au maire de Saint-Quentin, Thomas Dudebout, et 5 % pour le maire de Gricourt, Roland Varlet. Le 20 mars 2016, il remporte l'élection législative partielle au second tour avec 61,14 %, face à la candidate du FN. Il entre en fonction le 21 mars 2016, à l'âge de 30 ans, et devient le plus jeune député masculin de la XIVe législature.
Le 18 juin 2017, il est réélu député dans la 2e circonscription de l'Aisne avec 64,97 % des voix, face à la candidate du FN. La République en marche ne présente pas de candidat face à lui. Membre de la commission des Affaires économiques, il y exerce la fonction de whip du groupe Les Républicains puis en devient vice-président en juillet 2020.
En application de la loi sur le cumul des mandats, il cède son siège de maire d'Itancourt à son premier adjoint, Régis Nollet, le 17 juillet 2017. Il conserve néanmoins son siège de conseiller municipal. Après avoir mené la liste de la majorité sortante lors des élections municipales de 2020, il est réélu conseiller municipal d'Itancourt.
De juillet 2018 à juin 2019, il est président de la mission d'information relative aux freins à la transition énergétique,. Depuis le 27 septembre 2018, il préside la mission parlementaire sur le suivi de la stratégie de sortie du glyphosate.
En réaction à la tribune de trois maires "Les Républicains" parue dans le Journal du dimanche du 26 septembre 2020 en faveur d'une légalisation de l'usage du cannabis en France, un appel de quatre-vingt parlementaires Les Républicains, signé par Julien Dive, paraît dans ce même journal pour s'opposer à ce projet.
En octobre 2020, lors du débat à l'Assemblée nationale à propos de la levée de l'interdiction des insecticides néonicotinoïdes, Julien Dive avance comme argument qu'« une betterave ne fait pas de fleurs, une betterave n’attirera donc jamais d’abeilles », mésestimant ainsi le rôle de contaminateur de ce produit des sols, airs et eaux de surface. Il se prononce pour la levée de cette interdiction et la réintroduction temporaire de ces insecticides dans la culture de la betterave sucrière, afin de « trouver une solution pérenne pour l'ensemble de la filière ».
En septembre 2020, après avoir interrogé le gouvernement sur la fermeture de l'usine Bridgestone à Béthune, il indique travailler sur un renforcement de la « loi Florange » pour forcer les entreprises qui délocalisent à rembourser les aides de l’État.
Julien Dive est réélu député lors des élections législatives de juin 2022. Il candidate à la présidence du groupe Les Républicains à l'Assemblée nationale mais est battu par Olivier Marleix, qui obtient 40 voix contre 20 pour Dive.
En 2023, lors du débat sur la réforme des retraites, il prend position contre le texte et fait partie des 19 députés de son groupe à voter la motion de censure transpartisane proposée par Charles de Courson.
Lors des élections législatives de 2024, il est élu au second tour avec 50,57 % des voix face au candidat CNIP, allié au Rassemblement national, Philippe Torre ayant obtenu 49,43 % des voix.
Il est pressenti en 2024 pour entrer au gouvernement Barnier comme ministre de l'Agriculture mais le poste revient finalement à Annie Genevard. Selon Libération, Julien Dive aurait payé sa proximité avec Xavier Bertrand, potentiel rival de Laurent Wauquiez pour la prochaine présidentielle de 2027.
En 2025, Julien Dive est nommé rapporteur de la proposition de loi Duplomb à l’Assemblée nationale. Ce texte, promu par le sénateur Laurent Duplomb, vise à « lever les contraintes à l’exercice du métier d’agriculteur » et inclut des mesures controversées telles que la réintroduction par dérogation stricte et encadrée de néonicotinoïdes (comme l’acétamipride), l’abandon du principe de séparation entre conseil agricole et vente de pesticides pour les distributeurs, ainsi que l’encadrement assoupli des structures de stockage d’eau ou des élevages intensifs. En mai 2025, face au blocage par une série d’amendements, Julien Dive fait adopter une motion de rejet qui renvoie le projet en commission mixte paritaire sans débat en séance. Selon ses partisans, cela permet d’accélérer la procédure pour « lever les contraintes à l’exercice du métier d’agriculteur », tandis que ses détracteurs dénoncent un recul significatif de la santé publique, de l’environnement et de la biodiversité, notamment des abeilles. Malgré une forte opposition d’associations, de parlementaires écologistes et de plus de 1 200 scientifiques et médecins, la loi est finalement adoptée le 8 juillet 2025, réautorisant notamment l’acétamipride et ouvrant la porte à la construction de structures de stockage d’eau.

#### Vie personnelle
Julien Dive est marié avec Margaux Delétré, vice-présidente du conseil départemental de la Somme et d’Amiens Métropole,.

## Détail des mandats et fonctions

### À l’Assemblée nationale
- Depuis le 21 mars 2016 : député de la 2e circonscription de l'Aisne.
- Depuis juillet 2020 : vice-président de la commission des Affaires économiques[7].

### Au niveau local
- Depuis le 16 mars 2008 : conseiller municipal d'Itancourt.
- 4 avril 2014 – 17 juillet 2017 : maire d'Itancourt.

### Au sein de l’UMP puis de LR
- Février 2009 – octobre 2013 : responsable départemental des Jeunes Populaires de l'Aisne.
- Mars – octobre 2013 : secrétaire national de l'Union pour un mouvement populaire.
- Depuis octobre 2019 : secrétaire général adjoint des Républicains chargé de la région Hauts-de-France.